# ザ・グルーヴァーズ
ザ・グルーヴァーズ（The Groovers）は、日本のロックバンド。

## 解説
1988年、ex LOODS，LOUD MACHINEの西村茂樹（ボーカル・ギター）を中心にex GAS，NARUMI AND THE MISTERSの藤井一彦（ギター・ボーカル）、高橋BOB（ベース）、ex NARUMI AND THE MISTERSの藤井ヤスチカ（ドラム）の4人組バンドとして結成。1989年にアルファレコードよりデビュー後、1枚のシングル、3枚のアルバム、1本のVTRを発表。その後、フロントマンである西村が脱退（事実上の解雇）。1991年、ギターの藤井一彦がボーカルも担うようになり、スリーピース・バンドとして再出発することになり、1993年にポリドールに移籍/再デビュー。2000年にレコード会社、プロダクションを離れ、自主的な活動を開始。以後、コンスタントにアルバムを発表しながら精力的にライブ活動を行なっている。藤井一彦の切れ味鋭いギターワークは、BUMP OF CHICKEN、GO!GO!7188など、多くのフォロワーを生んでいる。また、佐野元春、SION、頭脳警察、友部正人、P-MODEL、ヒートウェイヴ、ソウル・フラワー・ユニオンらとの交流でもよく知られている。

## メンバー
- 藤井一彦　（1967年6月18日 - ）ギター・ボーカル：広島県福山市出身。頭脳警察のギターとしても活動中。The Birthday、元MY LITTLE LOVERのギタリストの藤井謙二は実弟である。
- 高橋BOB　（1961年4月25日 - ）ベース：北海道札幌市出身。
- 藤井ヤスチカ（1967年11月21日 - ）ドラム：広島県福山市出身。1991年から1994年までの間はP-MODELにも在籍していた。一彦と同姓だが血縁関係は無い。

## ディスコグラフィ

### アルバム

#### 4人編成
- Maximam Kiss - （1989年7月25日）
- Rock'n'roll '90 - （1990年6月25日）
- No.18 - （1991年2月25日）

#### トリオ編成後
- Top Of The Parade - （1993年7月24日）
- MONOCHROME CHAMELEON - （1994年6月25日）
- Rosetta Stone - （1995年6月25日）
- ELECTRIC WHISPER - （1997年4月23日）
- CHARGED! - （1998年5月20日）
- VERY BEST OF THE GROOVERS - （1999年1月20日）

ベストアルバムだが、初版盤のみ2枚組で発売。2枚目には各地でのライヴ演奏曲が収録された。
- TRINITY - (1999年9月29日)
- Setzna - （2003年2月26日）
- Modern Boogie Syndicate - （2005年12月7日）
- ROUGH TRIANGLE -THE GROOVERS LIVE- - （2007年7月25日）:ライヴ盤
- ROUTE 09 - （2009年7月15日）
- Nothin’ But The Best  - （2013年5月29日）:ベスト盤
- Groovism - （2015年7月22日）
- RAMBLE  - (2019年9月25日)

### シングル
- Heavy Baby/Rock'n'roll '90（1990年5月25日）[3]

（以上，西村茂樹在籍時）
- メロディ/現在地/Like A Rolling Stone（1992年11月13日）
- ウェイティング・マン/俺を呼んでよ（1994年6月25日）
- Ride On,Babe!/You're Gonna Quit Me Blues（1995年5月25日）
- プリテンダー/Leave it Alone（1997年3月26日）
- 無敵の日々/(What's So Funny 'bout) Peace, Love And Understanding（1998年4月22日）

### マキシ・シングル
- 12月だけのクリスチャン / ゲームは終わらない[VersionⅡ:WINTER] / 錯覚[LIVE]（1993年11月26日）
- SWEETHEART OF MY SOUL / BEAT DOWN THE WORLD / 暗闇の中で（1996年6月26日）
- 欠けた月が出ていた / BLOW! BLOW! BLOW! / 運命のひとひねり～SIMPLE TWIST OF FATE～（1996年9月26日）
- Longest Night / スマイル / ニューエイジ（1996年12月2日）
- 春だったね'97 / (I'm not a)COMMANDED MAN / ピラニア（1997年9月18日）
- 狂おしきこの世界 / テンダリー / 何者(LIVE) / ONE FOR THE ROAD(LIVE)（1999年9月1日）
- Groovaholic（2001年7月21日）

### 映像作品
- Colored Core（1990年9月25日） VTR[4]

（以上、西村茂樹在籍時）
- Films（1999年9月29日）VTR
- "Modern Boogie Syndicate" Premiere Live（2006年1月27日）DVD

## タイアップ一覧
| 年     | 曲名         | タイアップ                                           |
| ------ | ------------ | ---------------------------------------------------- |
| 1997年 | プリテンダー | フジテレビ系『新ボキャブラ天国』エンディング・テーマ |
| 1997年 | プリテンダー | 日本テレビ系『Music Park』エンディング・テーマ       |
| 1998年 | 無敵の日々   | 日清食品「カップヌードル」CMソング                   |
| 1998年 | 無敵の日々   | TBS系『BLITZ INDEX』オープニング・テーマ             |

## ヘビーローテーション/パワープレイ

### テレビ
| 年     | 曲名                  | ヘビーローテーション/パワープレイ         |
| ------ | --------------------- | ----------------------------------------- |
| 1996年 | SWEETHEART OF MY SOUL | スペースシャワーTV 1996年6月度POWER PUSH! |